# Campanulotes elegans
Campanulotes elegans é uma espécie de piolho filopterídeo.